# Света Параскева Драготска
Вижте пояснителната страница за други значения на Света Параскева.
„Света Параскева Драготска“ или „Света Петка Долценска“ (на гръцки: Αγίας Παρασκευής Δραγωτά, Ντολτσού) е православна църква в град Костур (Кастория), Егейска Македония, Гърция. Храмът е част от Костурската епархия.

## Местоположение
Църквата е разположена в традиционната южна махала Долца и е стар енорийски храм.

## История
Църквата е построена в 1899 година. В нея има великолепен дърворезбован иконостас от XVII век, откогато са повечето църковни книги и икони, сред които и важна преносима икона на Богородица. Повечето икони, които датират от периода на изграждане на храма, са надживописани. Иконостасните икони от север на юг са на свети Ахил, свети Харалампий, света Богородица, Христос Вседържител, свети Йоан Предтеча, Преображение Господне и свети Лука. Пет от тях са надживописани. Надживописването е станало в 1900 година със средства на поп П. Дамянос. На една от иконите има надпис: „ΕΠΙ ΑΡΧΙΕΡΕΩΣ ΓΕΡΜΑΝΟΥ ΚΑΤΑ ΤΟ ΕΤΟΣ 1901 ΕΓΕΝΕΤΟ ΤΑ ΕΓΓΕΝΕΙΑ ΤΗΣ ΕΚΚΛΗΣΙΑΣ ΚΑΤΑ ΤΗΝ ΚΥΡΙΑΚΗΝ ΤΩΝ ΑΓΙΩΝ ΠΑΝΤΩΝ“.
Църквата е построена върху по-стар храм „Света Богородица Одигитрия“, наричан от костурчани „Богородица Айдитра“ или само Айдитра. Този храм вероятно е бил католикон на малък градски манастир, един от многото, съществували през византийската и османската епоха в рамките на Костур. Това се заключава от стария иконостас и от присъствието около храма на няколко къщички с формата на килии и от наличието на сравнително голям двор с кипариси.
Около 1890 година църквата „Света Богородица Одигитрия“ е разрушена може би от пожар и е възстановена през 1899 година. Новата църква има нов патрон, може би защото по това време в града има повече от десет храма, посветени на Богородица и само един храм на света Параскева. Новопостроената църква е осветена през 1901 година от митрополит Герман Костурски.
- Стенописът над входа
- Датата 1899 10 Σεπ. в стената на храма
- „Света Богородица Страстна“, икона от XVIII век
- Икона на света Петка